# Paralimnophila boobootella
Paralimnophila boobootella là một loài ruồi trong họ Limoniidae. Chúng phân bố ở miền Australasia.